# Bojownik plamooki
Bojownik plamooki (Betta macrostoma) – gatunek ryby z rodziny guramiowatych (Osphronemidae). Jest to ryba hodowana w akwariach.

## Występowanie
Brunei Darussalam i okolice północno-wschodniej części Borneo, w tym obszarów Sarawak.

## Wygląd
Ciało bojownika plamookiego jest wrzecionowate, głowa duża, ostro zakończona ogromnym, jak na rozmiar ryby pyskiem. Zabarwienie ciała dorosłych samców brązowo-czerwone z czarnym obrzeżeniem wokół pyska i płytek skrzelowych. U nasady płetwy ogonowej pionowy czarny pasek, na środku krawędzi spływu płetwy grzbietowej jeden lub czasami dwa duże czarne punkty. Na płetwie grzbietowej charakterystyczna czarno-czerwona plamka, od której pochodzi polska nazwa gatunku. Płetwa ogonowa przypomina charakterystyczny "pióropusz" utworzony z kilku barwnych pręg w kształcie marginesów (dominujące barwy: czerwień, brąz, ochra oraz czerń). Płetwy piersiowe jak i odbytowa z charakterystycznym czarnym obrzeżeniem. U niektórych osobników na ogonie i grzbietowej krawędzi spływu czasami występuje opalizujący niebieski lub biały margines co dodatkowo stanowi o atrakcyjności wyglądu.
Samice i młodzież o nieco mniej intensywnym zabarwieniu w stosunku do samców. Atrakcyjność wyglądu bardzo niewielka. Samice mogą posiadać widoczne, opalizujące plamki oraz frędzle na płetwach grzbietowej i ogonowej. Głównym elementem identyfikacji są podwójne poziome czarne linie biegnące przez całą długość ciała i dwie czarne plamki tuż pod dolną szczęką. Przy czym w okresie tarła pręgi u samic mogą zmienić się z wzdłużnych na poprzeczne lub całkowicie zaniknąć. U niektórych osobników rodzaju żeńskiego może występować bardzo silne zabarwienie, które może przypominać samca, ale w porównaniu z rodzajem męskim nigdy nie jest bardziej intensywne. Ryby zwykle mogą dorastać do rozmiaru 9cm - 11cm (samiczki zwykle mniejsze od samców).

## Pożywienie
W naturze ryby żywią się głównie pokarmem żywym: larwy owadów, małe skorupiaki, krewetki. W hodowli akwarystycznej istnieje specjalistyczna karma przeznaczona dla rodzaju Betta. Należy jednak pamiętać, żeby nie doprowadzać do sytuacji długotrwałego karmienia ryb jednym rodzajem pokarmu, ponieważ może to doprowadzić do defektów oraz różnych schorzeń. Dlatego zaleca się podawanie rybom różnych pokarmów: suchych, żywych oraz mrożonych - chętnie zjadana jest mrożonka z kryla. Narybek bardzo dobrze rozwija się na artemii oraz "zupce" z rureczników.

## Warunki hodowlane
Bojowniki plamookie mogą być trzymane w parach lub w tzw. haremach społeczności (1 samiec + 2÷3 samice). Pary mogą być trzymane w akwariach, w których na jedną rybę przypada 20 litrów wody. Dla haremów należy zabezpieczyć zbiorniki większe 40 litrów na osobnika. W akwarium powinny być urządzone liczne kryjówki (szczególnie ważne przy osobnikach agresywnych). Zbiorniki należy gęsto obsadzać roślinnością drobno-pierzastą. Bojownik plamooki jest bardzo tolerancyjny jeśli chodzi o chemię wody i rozwija się w niemal każdym rodzaju wody tak długo, dopóki jest ona czysta i dobrze filtrowana – (pH: 3,0÷5,5). Ryba bardzo trudna w hodowli, a jeszcze trudniejsza do rozmnożenia.